# Осья (приток Вагиля)
Осья — река в России, протекает по Гаринскому району Свердловской области. Вытекает из озера Верхнее. Основное направление течения — на восток. Протекает через озеро Нижнее. Устье реки находится в 35 км по правому берегу реки Вагиль. Длина реки составляет 31 км.
Система водного объекта: Вагиль → Тавда → Тобол → Иртыш → Обь → Карское море.

## Данные водного реестра
По данным государственного водного реестра России, относится к Иртышскому бассейновому округу, водохозяйственный участок реки — Тавда от истока и до устья, без реки Сосьва от истока до водомерного поста у деревни Морозково, речной подбассейн реки — Тобол. Речной бассейн реки — Иртыш.
Код объекта в государственном водном реестре — 14010502512111200011642.